# Frau Eva
Frau Eva ist ein deutsches Stummfilm-Melodram aus dem Jahre 1916 von Robert Wiene mit Erna Morena in der Titelrolle.

## Handlung
Eva kommt aus einfachen Verhältnissen und sehnt sich nach nichts mehr als einem Leben in Luxus. Eines Tages lernt sie einen anständigen, ehrbaren Mann kennen, der es dank harter Arbeit bis zum Mitbesitzer einer Fabrik gebracht hat. Beide heiraten. Eva, die nichts anderes als Prunk und Vergnügen im Kopf hat, wendet sich an den Firmenpartner ihres Mannes und kann diesen dazu verleiten, sich auf Firmenkosten in Unkosten zu stürzen. Bald ist dadurch die Fabrik an den Rand des Ruins gebracht, und Evas Gatte bemerkt erst jetzt, was die ganze Zeit hinter seinem Rücken geschah. Nun hat auch Frau Eva ein Einsehen. Als sie erkennt, wie viel Unheil sie durch ihr Tun verursacht hat, tut sie Buße und nimmt sich das Leben.

## Produktionsnotizen
Frau Eva entstand zum Jahresende 1915 im Messter-Film-Atelier in Berlins Blücherstraße 32, passierte im Februar 1916 die Filmzensur und wurde noch im selben Monat im Berliner Mozartsaal uraufgeführt. Der mit Jugendverbot belegte Film besaß drei Akte und eine Länge von etwa 1300 Metern.
Emil Jannings spielte hier seine erste Filmhauptrolle.